# Lazaret de Tracadie

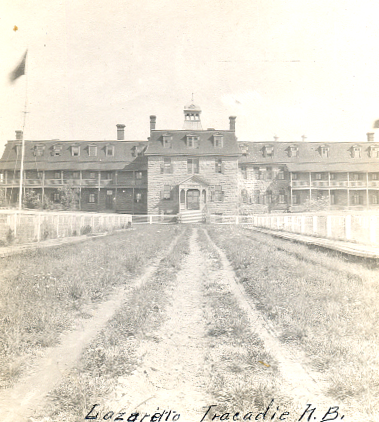
Le lazaret, après 1896.

Le lazaret de Tracadie était une léproserie située dans la ville de Tracadie-Sheila, au Nouveau-Brunswick (Canada).

## Historique
Le lazaret de Tracadie remplaça le lazaret de l'île Sheldrake en 1849. C'est grâce aux efforts du curé de la paroisse de Tracadie, le père François-Xavier Lafrance, que le lazaret fut transféré.  Tous les lépreux de l'est du Canada étaient soignés à Tracadie. En 1868, les religieuses Hospitalières de Saint-Joseph arrivent pour offrir du secours aux victimes de la lèpre.  En 1880, l'administration du lazaret passe sous la direction du gouvernement fédéral et en 1896, un lazaret en pierre remplace l'ancien bâtiment de bois.  Il a été fermé en 1965. Le lazaret est mentionné dans le recueil de poésie La terre tressée, de Claude Le Bouthillier.